# Sielce Młynowskie
Sielce Młynowskie (ukr. Сільця-Млинівські; dawniej także Sielce Korteliskie) – wieś na Ukrainie w rejonie kowelskim, obwodu wołyńskiego, położona tuż przy granicy z Biłorusią. W II Rzeczypospolitej miejscowość wchodziła w skład gminy wiejskiej Górniki w powiecie kowelskim województwa wołyńskiego. Przed II wojną światową poszczególne części wsi nosiły nazwy: Draguny (Kabasinki), Durdziuki, Lachy.
Do 2020 w rejonie ratnieńskim.